# Droga wojewódzka 183
Die Droga wojewódzka 183 (DW 183) ist eine 16 Kilometer lange Droga wojewódzka (Woiwodschaftsstraße) in der polnischen Woiwodschaft Großpolen, die die Droga krajowa 11 mit der Droga wojewódzka 182 in Richtung Czarnków verbindet. Die Straße liegt im Powiat Chodzieski und im Powiat Czarnkowsko-Trzcianecki.

## Straßenverlauf
Woiwodschaft Großpolen, Powiat Międzychodzki
-  Oleśnica (Oberlesnitz) (DK 11)
-  Bahnstrecke Bzowo Goraj–Piła

Woiwodschaft Großpolen, Powiat Czarnkowsko-Trzcianecki
-  Sarbia (Sarben) (DW 182)